# 馬努瓦埃環礁 (庫克群島)

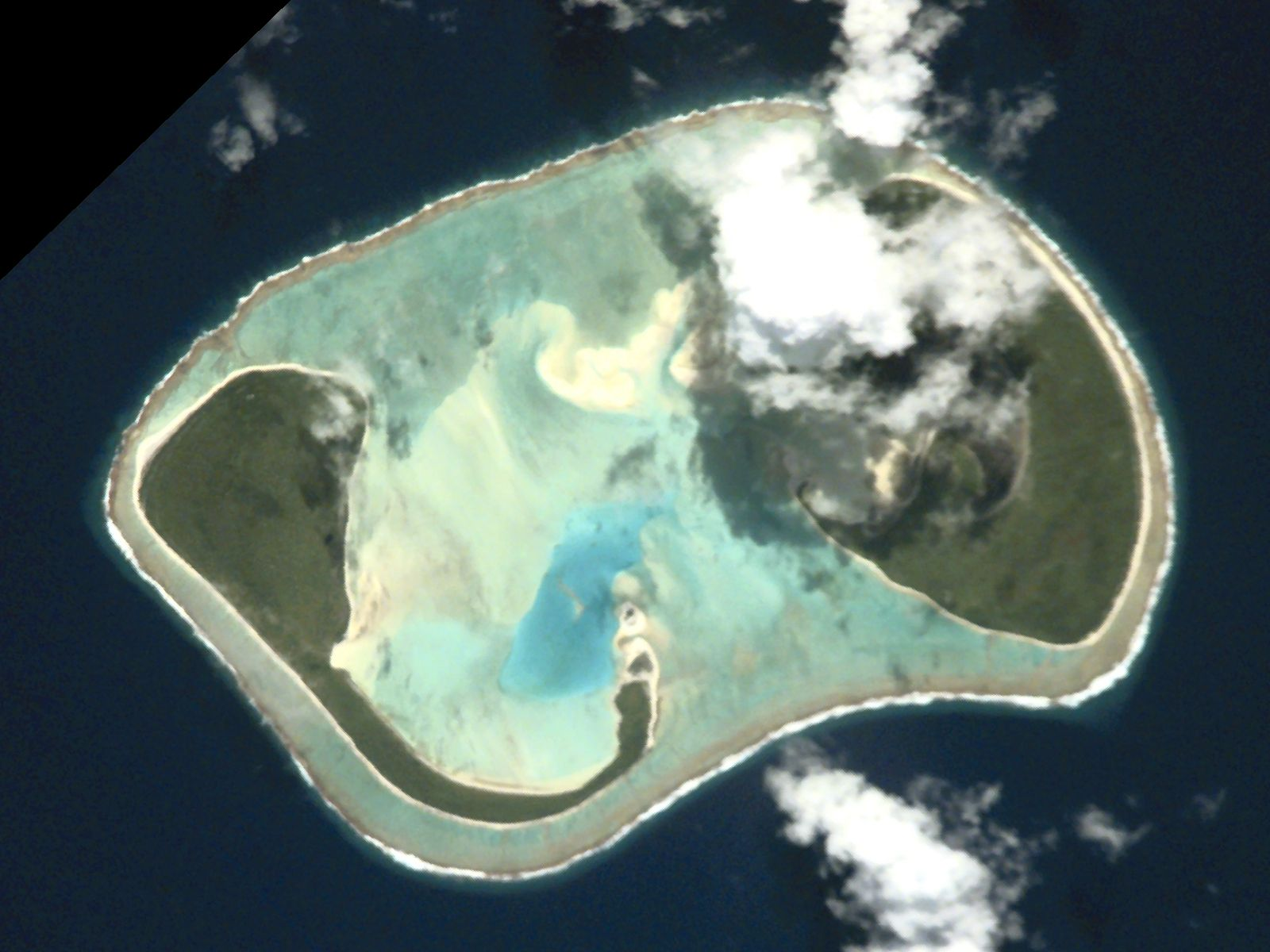

馬努瓦埃環礁（Manuae） 是庫克群島南部的一個無人居住的環礁，位於阿伊圖塔基島東南約100公里處。環礁附近是海洋公園，也是海鳥和海龜重要的繁殖基地。1956年時，島上曾有人口32人。

## 外部連結
- Manuae web page

19°15′27″S 158°56′20″W / 19.25750°S 158.93889°W